# The Unseen
A The Unseen (A láthatatlanok) amerikai punkegyüttes. Punk-rockot, hardcore punkot és street punkot játszanak. 1993-ban alakultak meg a massachusetts-i Hingham-ben. Lemezeiket a Hellcat Records, A-F Records és BYO Records kiadók adták ki.

## Tagok
- Mark Unseen (születési nevén Mark Civitarese) – dobok, éneklés (1993–2003), éneklés (2003–)
- Tripp Underwood – basszusgitár, éneklés (1993–)
- Scott Unseen – gitár, éneklés (1993–)
- Pat Melzard – dobok (2003–)
- Jonny Thayer – ritmusgitár, háttér-éneklés (2006–)

Volt tagok: Paul Russo, Marc Carlson, Brian Riley ("Chainsaw") és Ian Galloway.

## Diszkográfia

### Stúdióalbumok
- Lower Class Cruxification (1997)
- So This is Freedom (1999)
- Explode (2003)
- State of Discontent (2005)
- Internal Salvation (2007)
- The Anger and the Truth (2011)

### Egyéb kiadványok
- Totally Unseen: The Best of the Unseen (2000, válogatáslemez)
- The Complete Singles Collection 1994-2000 (2002, válogatáslemez)